# Epectinaspis opacicollis
Epectinaspis opacicollis är en skalbaggsart som beskrevs av Bates 1888. Epectinaspis opacicollis ingår i släktet Epectinaspis och familjen Rutelidae. Inga underarter finns listade i Catalogue of Life.